# Juan de Kindelán
Juan de Kindelán y O'Regan u O'Reagan (Pontevedra, 7 de diciembre de 1759 - París, 13 de noviembre de 1822) fue un general de brigada español que comandó el  regimiento de José Napoleón en el norte de Europa entre 1809 y 1812, cuando formaba parte del flanco izquierdo de Napoleón. Sus conocidas simpatías profrancesas llevaron a que no fuera informado del complot para la fuga de las tropas españolas varadas allí, después de que Napoleón sustituyera al rey español Fernando VII por su hermano mayor José Bonaparte.

## Primeros años de vida
Juan Kindelán y O'Regan nació en Pontevedra, Galicia (España), en 1759 (algunas fuentes señalan el año de su nacimiento como 1755) y murió en París en 1822. Era hijo de Vicente Kindelán Luttrell y María Francisca O'Regan. Su padre fue un irlandés que se estableció en España y se incorporó a la infantería del Real Ejército Español, alcanzando los cargos de Brigadier y gobernador militar de Zamora. Su madre era de Barcelona, pero probablemente era de ascendencia irlandesa. Juan (llamado Jean durante su servicio francés) tenía un hermano, Sebastián Kindelán, y una hermana, María de la Concepción Kindelán O'Regan.

## Carrera
Kindelán era cadete de infantería a los 10 años y ostentaba el grado de capitán del Ejército español a los 20. El 5 de octubre de 1802, fue nombrado general de brigada, el 2 de mayo de 1809 fue nombrado coronel del regimiento José Napoleón y el 28 de mayo de 1812 fue nombrado general de división al servicio de Francia.
En 1807, los monarcas Borbones de España enviaron una fuerza expedicionaria del ejército regular español al norte de Europa para servir con la Grande Armée francesa. La fuerza expedicionaria, la División del Norte, estaba comandada por el marqués de la Romana, con Kindelán como segundo al mando. La fuerza expedicionaria española participó en el asedio de la fortaleza sueca de Stralsund a finales de 1807, siendo luego disuelta y estacionada en diferentes puntos de Dinamarca. Kindelán fue nombrado teniente general del ejército real francés cuando fue condecorado con la Legión de Honor el 22 de junio de 1808.
La fuerza expedicionaria española todavía se encontraba en Dinamarca en el verano de 1808, cuando llegaron noticias de los recientes acontecimientos en España. Los Borbones de España se vieron obligados a abdicar y Napoleón proclamó a su hermano, José Bonaparte, rey de España el 6 de junio de 1808. La invasión de Portugal por parte de Napoleón y el derrocamiento de los monarcas españoles daría lugar a un conflicto entre Francia y Portugal, España y Gran Bretaña en la península ibérica hasta 1814, que se conoció como la Guerra de la Independencia.
Cuando estalló la Guerra de la Independencia, La Romana hizo planes con los británicos para repatriar a sus hombres a España. El éxito de la evacuación de la División de La Romana se atribuyó principalmente a sus subterfugios e ingenio. Al menos 9000 hombres de la división de 15000 hombres pudieron abordar inmediatamente barcos británicos el 27 de agosto y escapar a España.
En el otoño de 1808 Napoleón consideró la posibilidad de utilizar regimientos españoles para servir con las tropas francesas en la Guerra de la Independencia; estos pasarían a formar parte más tarde del ejército del rey José Bonaparte. El general Kindelán, segundo al mando de la antigua fuerza expedicionaria española, no había participado en el complot de fuga y juró lealtad a José Bonaparte, hermano de Napoleón y reacio pretendiente al trono de España. Kindelan apoyó la premisa de que entre los 3500 prisioneros españoles habría suficientes hombres que aceptarían el nuevo gobernante de España para proporcionar un núcleo de una nueva unidad militar al servicio del lado francés y le tocó organizar este cuerpo de soldados en un regimiento. Estuvo al mando del Regimiento Joseph Napoleón desde el 13 de febrero de 1809 hasta el 19 de enero de 1812.
Kindelán falleció el 13 de noviembre de 1822 y fue enterrado en el cementerio del Père Lachaise de París, Francia.